# Rąty (jezioro)
Rąty – jezioro na Pojezierzu Kaszubskim, na południowy zachód od Somonina, na obrzeżach wsi Rąty (gmina Somonino, powiat kartuski, województwo pomorskie). Powierzchnia całkowita jeziora wynosi 23 ha. Jezioro Rąty leży na wschodnim skraju Wzgórz Szymbarskich i jest pozostałoścą większego zbiornika wodnego z okresu ostatniego zlodowacenia. Wzdłuż wschodniej linii brzegowej jeziora przebiega linia kolejowa Maksymilianowo-Kościerzyna–Gdynia. Na zachód od jeziora znajduje się Jezioro Ostrzyckie.